# 八代将軍吉宗
『八代将軍吉宗』（はちだいしょうぐんよしむね）は、1995年1月8日から同年12月10日にNHKで放送された34作目のNHK大河ドラマ。

## 概要
1993年・1994年と番組体裁の見直しで1年2作品（1作のみ半年間、他2作は9ヶ月ずつ）となっていた大河ドラマが、本作品より1月始まりの1年完結の形式に戻された（当初は1993年度は移行準備期間、本格的な半期ごとの放送は1994年度に予定されていたが、不評だったために1992年度以前の仕組みに戻したものである）。
江戸時代中期、御三家の一つ紀州徳川家の四男として生まれ、江戸幕府第八代征夷大将軍となって享保の改革を行い、「幕府中興の祖」と呼ばれた徳川吉宗の生涯を描く。五代将軍・徳川綱吉の元禄時代から吉宗の晩年までを扱った。脚本は1987年の大河ドラマ『独眼竜政宗』を手がけたジェームス三木で、二度目となる。『独眼竜政宗』では原作小説を元に書かれたが、本作はオリジナルとなる。
音楽は池辺晋一郎が全編を担当し、テーマ曲では『独眼竜政宗』の時と同様にオンド・マルトノを用いた。タイトルバックにはCG映像が使用され、屏風絵や見返り美人を動かす映像が展開された。本編放送尺数・出演者数の多少によって調節できるよう、尺数の異なるオリジナルバージョン（ロングバージョン）と短縮バージョンの2種類のテーマ曲が使用され、それに伴ってタイトルバックの映像も長尺と短尺の2種類が使用されている。さらに本作品はアバンタイトル前に仲代達矢書の「八代将軍吉宗」の大きな文字が画面に出、オープニングの最初はサブタイトルで始まるという構成を採っている。
主演は、8回目の大河ドラマ出演となる西田敏行で、『翔ぶが如く』に続く主役。他の出演者では吉宗の長男で言語症がある九代将軍・徳川家重を演じた中村梅雀の、涙を流したり涎を垂らしたりする迫真の演技が多くの反響を呼び、梅雀自身の知名度ばかりか、それまで徳川将軍の中では影が薄かった家重の知名度をも上げる結果となった。
西田が吉宗を演じるにあたって参考にしたのが当時新進党の議員だった小沢一郎で「ぜいたくに対して税の引き締めをした吉宗と小沢さんの政策意図、政治に対する発言や新進党を作るプロセスが、権謀術数に長けていた2人の生きたさまと重なりました」と述べている。
時代背景が江戸中期という泰平の世であり、山場となる合戦などのスペクタクルシーンもなく、戦国や幕末と違ってドラマとしては政治劇が中心で劇的な展開を持ち込む事が難しかったにもかかわらず、それを逆手にとって「将軍家のホームドラマ」という展開に仕立てあげ、ある時はコミカルに、ある時はシリアスに吉宗の生涯を描いた。前半は吉宗の青春と綱吉の元禄時代、中盤は吉宗の将軍職就任にまつわる熾烈な政治劇、後半は幕政改革に勤しむ吉宗の幕政と尾張藩主・徳川宗春との対決、そして個性の全く異なる三兄弟の父親としての吉宗の苦悩を描いている。当時テレビ朝日で放送されていた『暴れん坊将軍』との比較も話題になった。
前3作（『琉球の風』『炎立つ』『花の乱』）は大河ドラマにおいて未開拓の時代や地域を扱うことを試み視聴率は低迷していたが、本作品は江戸中期を扱っていながら高視聴率を記録した。平均視聴率は26.4%、最高視聴率は31.4%。

### ナビゲーター・近松門左衛門
江守徹演じる近松門左衛門が、ナレーションおよび、更にはパネルや表を用いて、現代語を交え歴史背景を解説するといったユニークな演出方法を導入していた。後半になるにつれ視聴者からのお便りコーナーや番組のミスや製作風景の紹介といった回も増えた。決めゼリフは「さればでござる」。尚、同様の手法は2000年の『葵 徳川三代』、2021年の『青天を衝け』でも用いられている。
劇中では吉宗在世中の享保9年（1724年）に死去。以降は「幽霊」として登場する。最終回では、天国で吉宗とその父・徳川光貞に、1995年当時までの日本の世相をレクチャーした。
最終回から一週間後の12月17日には「さればでござる・全て見せます大河ドラマ」という特別番組が放送され、これまでの大河ドラマの歴史を振り返り、さらに翌年の大河ドラマ『秀吉』の主演・竹中直人によるミニコントも放送された。番組のナビゲーターは、近松役の江守徹と、近松家の少女（お梶）役・遠野凪子が務めた。
同年の『第46回NHK紅白歌合戦』の開幕も、近松のナレーションで飾っている。
ドラマ終了後の1997年6月18日に上演されたシャルル・デュトワ指揮NHK交響楽団定期演奏会（メンデルスゾーン没後150年記念）において、武満徹の『系図』およびメンデルスゾーンの『夏の夜の夢』が演奏され、それぞれのナレーターを両者が務めた。後に「N響アワー」で放送された際、司会の池辺晋一郎（吉宗の音楽担当）がこのことに触れていた。

## あらすじ
紀州藩主・徳川光貞の四男・源六（後の吉宗）はいたずら好きのわんぱくっ子として育ちながらも、その頑強さから父の期待を一心に集める。しかし母・お紋の出自は卑しく、長幼の序の慣例から将来は部屋住みの身分として一生を終えるものと決め込んでいた。
ところが長兄・綱教が早々と死去し、後を追うように父・光貞、次兄・頼職も死去。綱教にも頼職にも男子がなく、遂に吉宗は五代紀州藩主になるべくして収まるが、江戸では五代将軍・綱吉、六代将軍・家宣、そして幼い七代将軍・家継までもが次々と死去。
時代は吉宗を八代将軍に推し上げようとしていた。

## 登場人物

### 主人公
徳川吉宗（とくがわ よしむね）
（源六→新之助→松平頼方→徳川吉宗）
演：西田敏行（幼少〜少年期：青柳翔→二代目尾上松也→阪本浩之）
江戸幕府八代将軍。鷹狩り等の武芸を好むが学問や和歌は苦手、声も体も大きい無骨な大丈夫。君主としての明確なビジョンを持ち、幕政改革に挑む。本作では、個性が全く異なる三兄弟の悩める父親としての姿も描かれる。
青年期を演ずる西田敏行の登板が第9回と他の大河ドラマに比べて遅く、少年期の吉宗の描写に時間が割かれた。
また、第9回で吉宗が疱瘡にかかり、阪本が演ずる少年期の吉宗の顔面を包帯で覆い、疱瘡から快癒し包帯を解くと西田が演ずる青年期の吉宗になるというユニークな演出がなされた。
紀州藩主時代は藩政において大きな成果を上げた際に家臣たちが吉宗の功績と崇め奉ろうとするのに対して「そうではない、紀州藩は良い家臣を持った」と家臣の努力と苦心を称えることを怠らず、のちに将軍になってから後継藩主となった宗直が幕府の補助で藩の財政を立て直した礼に江戸へ登城した折にはその失政のために多くの庶民を犠牲にしたことに対して厳しく叱責するなど、上に立つ者として他人を思いやる気持ちの強い人物として描かれた。

### 紀州徳川家の一族と吉宗の家族
徳川光貞（とくがわ みつさだ）
演：大滝秀治
第二代紀州藩主。徳川家康の孫。吉宗の父。文武両道に秀で精力的に藩の治世を行う。吉宗に武士としての誇りを徹底的に叩き込んで、元気で活発な吉宗に大いに期待をかけた。他方老齢にもかかわらず、すぐ女性に手を出してしまう。吉宗の死後、天国で再会した際には己の治世を悔いる吉宗を、「卑怯な振る舞いがなかったならばそれでよい」と励ました。後継者が若い時点で次々と他界する際には「ワシより先に死ぬな！これ以上ワシを悲しませるな！」と嘆いていた。
お紋（おもん）
（お紋→淨圓院）
演：山田邦子
光貞の側室で吉宗の母。極めて慎み深い、無欲な女性。元は和歌山城の湯殿番。生家が豪農であるため百姓の心を常に吉宗に説く。吉宗が米将軍と呼ばれるまでに農政に執着したきっかけを与えた。
安宮照子（やすのみや てるこ）
（安宮照子→天真院）
演：藤村志保
伏見宮家出身の光貞の正室。宇喜多秀家の孫、前田利家の曾孫。また、四代将軍・徳川家綱の御台所である浅宮顕子の姉。吉宗たち兄弟の嫡母としてわんぱくな吉宗を温かく見守る。
志保（しほ）
（志保→真如院）
演：三林京子
光貞の側室で頼職の生母。大柄で勝気な女性。お紋や千草同様、元は侍女。お紋・吉宗母子と折り合いが悪く、光貞に何かと讒言しては彼によく怒られる。吉宗が藩主になってからも難題を言って吉宗を困らせるが、それは息子を亡くして寂しかったからだった。
千草（ちぐさ）
（千草→聞是院）
演：かとうれいこ
光貞の側室で綱姫の生母。志保によれば「中条平助の娘」。元は侍女。若い美女で光貞に贔屓される。志保とは犬猿の仲。
徳川綱教（とくがわ つなのり）
演：辰巳琢郎
光貞の長男、吉宗の長兄で第三代紀州藩主。聡明で武芸にも秀で、将軍・綱吉の一人娘鶴姫を正室に迎えており綱吉からも一目置かれた人物。そのため綱吉の次の将軍の座を大いに期待されるも、志半ばでこの世を去る。他の女には目もくれず、妻の鶴姫を生涯愛し続けた。
鶴姫（つるひめ）
演：斉藤由貴
綱吉の息女で綱教の正室。義弟の吉宗を可愛がり、吉宗と綱吉を引き合わせるきっかけを作った。存命する綱吉の唯一の子であるため、綱吉に溺愛されている。夫婦仲が良く、綱教の将軍就任を後押ししたが、流産の後、若くして死去。
徳川頼職（とくがわ よりもと）
（松平頼職→徳川頼職）
演：野口五郎（幼少〜少年期：荒木計志郎→木村直雄樹）
光貞の三男で第四代紀州藩主。父を非常に慕う孝行息子でありながら、家臣や女中を足蹴にする暗愚で偏屈な行動もみせる極端な性格の男。自分を立てようとしない吉宗を大いに嫌ったが、兄らしく振舞う一面もある。自分の侍女になるはずだった須磨を吉宗に奪われた際は、吉宗と大喧嘩を繰り広げる。水野重上の諫言も聞かず、危篤の父の看病に帰国する途中で急に容態が悪化、和歌山で変死。
栄姫（さかえひめ）
演：五大路子
光貞の長女で米沢藩主・上杉綱憲の正室。吉宗が初めて江戸に行ったときに初対面したかなり歳の離れた姉。赤穂事件の時に夫と共に紀州藩に加勢を要請するが、断られてしまう。
育姫（のりひめ）
演：小田茜
光貞の四女。吉宗の姉で幼い吉宗をよく可愛がった。佐竹義苗に嫁ぐがまもなく死去。
松平頼純（まつだいら よりずみ）
演：藤岡琢也
伊予西条藩主で光貞の弟。幼い頃より吉宗に目を掛け吉宗も慕う気さくでひょうきんな叔父。だが嫡男・頼雄を廃嫡にする厳格な一面も覗かせた。吉宗の紀州藩主就任の際にはご意見番として藩内をまとめ上げ幕府に対峙するなど、気骨のある人物。
徳川宗直（とくがわ むねなお）
（松平頼致→徳川宗直）
演：柄本明（少年期：戸田都康）
頼純の次男。吉宗の従兄弟。頼純の死去により西条藩主となるも、吉宗の将軍就任を機に紀州家を継ぐ。若いころは同じ部屋住み同士の身分という事で親しく、吉宗と放蕩に明け暮れた。紀州藩主となってからも遊び癖は収まらず、御三家当主であるにもかかわらず正室を娶らなかった。当初、吉宗が竹姫の降嫁先として考えたが、天英院・大典侍に年齢の差と遊び癖が問題とされあっさり一蹴される。吉原の花魁連中には疎まれていた様子。
松平頼雄（まつだいら よりかつ）
演：寺泉憲
頼純の嫡男だが、吉宗を差し置いて紀州藩主の座に就こうと謀ったとの理由で廃嫡。後に「真の廃嫡の理由は隠れキリシタンだったため」とこじ付けられた。その後、吉宗によって匿われ、紀州藩江戸屋敷、和歌山城下、田辺と転々とする。頼純は死の直前に「頼雄を紀州藩主にとの計略は家臣によるもので、頼雄自身は知らず無実だったが、逆上のあまり廃嫡に追いやってしまった」と吉宗に告白した。また隠れキリシタンとなったのも廃嫡後であり、廃嫡の理由とキリシタンは無関係であることも判明した。やがて宗直が放った刺客に殺される。頼雄の非業の最期は、吉宗が家重を後嗣に決定する理由となった。
松平頼渡（まつだいら よりただ）
演：中崎達也
頼純の子。頼雄・宗直の弟。万吉（まんきち）。宗直の紀州家相続により西条藩主となる。
真宮理子（さなのみや まさこ）
演：山崎直子
安宮照子同様伏見宮家から迎えられた吉宗の正室。天真院（安宮照子）の姪。無骨な吉宗とは不釣合いなほど、おしとやかで優しい女性。生きてきた世界や価値観がまるで違う吉宗に面食らうが、やがてその真っ直ぐな人柄に惹かれるようになる。しかし流産が元で若くして死去。その後、吉宗は生涯正室を娶らなかった。
須磨（すま）
演：賀来千香子
吉宗の側室で家重の生母。紀州で吉宗に見初められた。元は頼職のお付になるはずだったが、吉宗が一目惚れして強引に自分の側室にしてしまった。慎み深く美しい女性。
久免（くめ）
演：黒木瞳
吉宗の側室。淨圓院（お紋）の紹介で江戸入りした。若いころはその笑窪が吉宗のお好みだったが、年を重ねるにつれておっちょこちょいな性格が現れ出す。吉宗と最も永く連れ添った側室。
古牟（こん）
演：細川ふみえ
吉宗の側室で宗武の生母。加納久通から「胸と尻が格段に大きい」と言われる程丈夫な女性。吉宗の大奥改革に反感を持った大奥女中達からいじめに遭う。天英院に目を掛けられ、側室筆頭の存在になる。
お梅（おうめ）
演：海野圭子
吉宗の側室で宗尹の生母。
徳川家重（とくがわ いえしげ）
（長福丸→徳川家重）
演：中村梅雀（幼少〜少年期：平野一真→荘田優志→池田貴尉）
吉宗の長男。後の江戸幕府九代将軍。体が弱く、酒色に耽り、臆病者、狷介な性格の上、言語不明瞭なため次期将軍として各方面から憂慮されるが、根は心優しい。自分が将軍の器に相応しくない事を自覚しており、弟・宗武に引け目を感じたり、その複雑な心情を告白して吉宗を愕然とさせたこともあった。
比宮培子（なみのみや ますこ）
演：畠田理恵
家重の正室。京都から来た安宮照子や真宮理子同様伏見宮家の姫。真宮理子の姪。家重の子を懐妊するが、流産が元で死去。
お幸（おこう）
演：松原千明
家重の側室で家治の生母。公家・梅渓家出身。培子の御付女中だったが、培子の死がきっかけで家重の手付きとなる。年齢が上過ぎである事に吉宗は難色を示すが、世子・家治を産み、側室として認められる。しかし後に、気まぐれな家重の命で隠居所の二の丸に別居させられる。
お逸（おいつ）
演：寺島しのぶ
家重の側室で重好の生母。父の出自が浪人であるため、側室に迎えることを吉宗から大反対される。しかし、重好を産み、側室として認められる。
田安宗武（たやす むねたけ）
（小次郎→田安宗武）
演：山下規介（幼少〜少年期：広瀬斗史輝→嶋田伸亨→徳山秀典）
吉宗の次男。聡明で武芸・学問はもちろん、芸術にも秀でた非の打ち所のない人物だが、やや八方美人すぎる傾向もある。家重の対抗馬として諸方面から次期将軍と期待されるが、それが兄との不仲へつながり、家重によって一時蟄居させられる不遇な目に遭わされる。御三卿田安家の祖。
森姫（もりひめ）
演：長谷川かずき
宗武の正室。関白近衛家久の娘。
一橋宗尹（ひとつばし むねただ）
（小五郎→一橋宗尹）
演：宍戸開（幼少〜少年期：小林伊織→佐野泰臣）
吉宗の三男。豪腕で無骨、率直な物言いが吉宗をして「最もわしに似ている」と言わしめた。兄・家重によって無理矢理に嫡男を福井藩に養子に出される。御三卿一橋家の祖で十一代将軍・徳川家斉の祖父に当たる。
俊姫（としひめ）
演：中野みゆき
宗尹の正室。関白一条兼香の娘。
徳川家治（とくがわ いえはる）
（竹千代→徳川家治）
演：いしいすぐる（幼少期：伊勢裕樹）
家重の長男。父と違い聡明で、祖父・吉宗の期待を一心に受ける最愛の孫。
徳川重好（とくがわ しげよし）
（万次郎→徳川重好）
演：小野瀬輝
家重の次男。御三卿清水家の祖。

### 徳川将軍家
徳川綱吉（とくがわ つなよし）
演：津川雅彦
江戸幕府五代将軍。三代将軍・徳川家光の四男。四代将軍・家綱の末弟。母想い・娘想いの心優しき将軍。マザコン。だが家綱に男子がなかったなどお家の事情からやむなく将軍の座に就かざるを得なかった経緯もあり、母・桂昌院の世継ぎに対する執拗な介入に辟易して「余は将軍になりたくてなったわけではない!」などと癇癪を爆発させることもたびたびであった。
吉宗が紀州藩を相続し偏諱を与える際、敬愛する父・家光が慕っていた伊達政宗の宗の字をとって名付け目をかけていた。吉宗も綱吉を慕い最後の対面の際に「そちのような息子が欲しかった」と告げて吉宗を感激させた。自分の死後もし将軍家を相続するようなことがあれば、自分の志を継いで欲しいと吉宗に言い残す。
徳川家宣（とくがわ いえのぶ）
（徳川綱豊→徳川家宣）
演：細川俊之
六代将軍。綱吉の甥で養子。甲府藩主だったが、綱吉の嫡男・徳松が急死し、吉宗の兄・綱教が没したため将軍後継者となった。学問を好み、諸事公家風のしきたりを重んじるため、武士としての気風の吉宗とは折り合いが良くない。吉宗に陰で口調をものまねされ、さらに「イヤミな奴」と陰口まで叩かれる。
徳川家継（とくがわ いえつぐ）
（鍋松→徳川家継）
演：中村梅枝
七代将軍。家宣の長男。能が大好きで無邪気な少年。生来病弱である。その何気ない一言に周囲の大人たちが思わず面食らう事も。

### 大奥
桂昌院（けいしょういん）
演：藤間紫
綱吉の生母。家光の側室。出家前の名はお玉。元は京の町家の出。綱吉に子が出来ないのを憂い、「生類憐れみの令」を作らせた張本人。いくつになっても子離れできない母親。
鷹司信子（たかつかさ のぶこ）
演：松原智恵子
綱吉の正室。五摂家鷹司家の姫でおっとりとした性格であるが、綱吉の幕政に真っ向から異を唱えるなど気丈な面も持ち合わせる。綱吉後嗣の決定には冷静・公平な立場に立つ。
右衛門佐（うえもんのすけ）
演：中田喜子
信子の輿入れの際、京より付き従ってきた上臈御年寄。大奥の意志をまとめ上げ奔走する見識豊かな女性。綱吉の側室の一人。
お伝の方（おでんのかた）
演：夏木マリ
綱吉の側室。鶴姫の母。綱吉の唯一の子・鶴姫の生母として権勢を振るう。気が強く口が軽いため綱吉にしばしばたしなめられる。
大典侍（おおすけ）
演：床嶋佳子
綱吉の側室。京都から迎えられた。晩年の綱吉に姪（竹姫）を養女にしたいと願い出てかなえられる。
新典侍（しんすけ）
演：飛田恵里
綱吉の側室。大典侍同様京から下向。
竹姫（たけひめ）
演：森口瑤子（幼少期：関友香）
綱吉の養女。婚約者に次々と死なれ、加賀藩や松平通春（後の宗春）にも縁談を断られてしまう不幸な宿命の女性。後に吉宗が正室に迎えようと想うほどの仲になるが、系図上大叔母にあたるため天英院に断念させられ、薩摩藩藩主・島津継豊の正室となる。
天英院（てんえいいん）
（近衛煕子→天英院）
演：草笛光子
家宣の正室。五摂家筆頭近衛家の姫であると同時に後水尾天皇の孫娘として教養・見識共に非の打ちどころのない女性。後継者維持のため家宣に側室を勧めるも、側室同士の諍いに頭を悩ませている。
家宣死後も大御台所として大奥に君臨し睨みを利かせる。吉宗を立て一歩引いた目でその幕政を見守る。八代将軍継承においては独自の構想を持って行動し、その真意が読めないことで周囲から恐れられる。
九代将軍には暗愚な家重より夫・家宣に似ている宗武を密かに押し、近衛家から森姫を正室に迎えさせる。
月光院（げっこういん）
（お喜世の方→月光院）
演：名取裕子
家宣の側室。江戸の町医者の娘で七代家継の生母として権勢を振るった。美しいが行動に軽率な面が見られ他の側室と勢力争いを起こす。家継死後はその美貌で吉宗と懇ろな仲に陥る。天英院の遺言により宗武を九代将軍にしようとする。
お須免（おすめ）
（お須免→蓮浄院）
演：根本りつ子
綱吉の命により家宣側室となった公家・櫛笥家の姫。柳沢吉保の側室・正親町町子の従姉妹に当たるため推薦された。
楚々とした性格で、月光院とは正反対のタイプ。
お古牟（おこん）
（お古牟→法心院）
演：栗田よう子
家宣側室。家宣没後、お須免（蓮浄院）とともに馬場先御用屋敷へ移される。
江島（えじま）
（おみよ→江島）
演：あべ静江
大奥御年寄。月光院の罪をかぶり、自らが下手人として名乗り出た。高遠藩にお預けとなる。後に月光院の嘆願により赦免されるもこれを辞退した。
常盤井（ときわい）
演：桐生ユウ子
大奥取締。家宣時代からの古株。紀州から来た吉宗側室古牟の侍女に嫌味を言う。
瀬川（せがわ）
演：鷲尾真知子
お紋の方付きだった紀州家の女中で、江戸への偵察役として久免と共に江戸城入り、大奥の上臈となる。幼少時の吉宗に廊下で鉢合わせになり光貞に出すお膳をすべてぶちまけたことがあり、上臈となってもかなりそそっかしい。吉宗小姓・内藤一郎太夫（配役なし）は甥。一郎太夫は江戸城武者溜の廊下にて老中阿部正喬への礼を失し、紀州へ追い返され蟄居を申し付けられた。

### 紀州藩士・吉宗側近とその家族
加納久通（かのう ひさみち）
演：小林稔侍
吉宗の傅役・側近として生涯を吉宗に捧げた男。弱気になる吉宗を時に殴りつけたりもして、彼を厳格に育て上げた。家重の廃嫡論に真っ向から異を唱え、吉宗を翻意させる。
有馬氏倫（ありま うじのり）
演：すまけい
久通と共に御側御用取次として吉宗に仕える。久通とはライバルで、何かと喧嘩し吉宗に怒られる。本音がすぐ顔と言葉に出るひょうきんな性格だが、お庭番を総括して、幕府の威光を保つため時に厳格な一面も覗かせる。
三浦為隆（みうら ためたか）
演：竜雷太
紀州家に長年使えた家老。吉宗の将軍就任の折も、幕臣への誘いを固辞し、あえて紀州を離れず、家老として生涯を全うした。
水野重上（みずの しげたか）
演：黒沢年男
紀州家の附家老。生真面目な性格だが、相当な笑い上戸でもあり、ひときわ大きい声で笑う。史実より長生きして、吉宗の将軍就任をサポートした。
加納政直（かのう まさなお）
演：牟田悌三
紀州藩士。久通の父。幼少時の吉宗を養父として育てた。吉宗元服時の烏帽子親にもなった。本作では吉宗が紀州藩主になった頃、認知症の症状を患い、成人した吉宗を源六と呼んで頬をつねり、その姿に吉宗が涙する場面がある。
お常（おつね）
演：丘みつ子
加納政直側室。幼い吉宗の養母として吉宗を育てる。お紋を説得し、和歌山城にお紋を引き入れた。
加納政伝（かのう まさつぐ）
演：早川純一
紀州藩士。久通の兄。
土岐朝治（とき ともはる）
（豊島半之丞→土岐朝治）
演：福田豊土
紀州家の古家臣だが、吉宗の将軍就任に際し江戸詰めとなる。二の丸附家老として家重の養育係を拝命する。
小笠原胤次（おがさわら たねつぐ）
演：森田順平
紀州家に長年仕え、吉宗の将軍就任に際し江戸詰めとなる。しかし環境の激変で精神を病み、まもなく隠居。
中条平助（なかじょう へいすけ）
演：藤森一朗
千草の甥・吉宗近習番。なぜか劇中では彼女に「弟」と紹介されている。
渥美久忠（あつみ ひさただ）/ 内藤忠元（ないとう ただもと）/ 三井高清（みつい たかきよ）
演：中嶋しゅう/ 早坂直家/ 福田浩平
頼職の近習。頼職死去に際し無断で剃髪した咎で処罰されるが後に赦免。
渥美勝之（あつみ かつゆき）
演：松橋登
西条藩家老。頼純の娘婿。甚五郎（じんごろう）。頼雄廃嫡を諫め、頼純に手討にされる。

### 尾張徳川家の人々とその家臣
徳川宗春（とくがわ むねはる）
（松平通春→徳川宗春）
演：中井貴一
第七代尾張藩主。三代藩主・綱誠の十九男。吉宗の質素倹約制度に真っ向から異を唱え、奢侈贅沢を奨励した吉宗最大のライバル。しかし放蕩がたたって尾張藩の財政破綻を導いた責により蟄居謹慎を申し付けられる。
徳川光友（とくがわ みつとも）
演：根上淳
第二代尾張藩主。我が子・綱誠の将軍擁立を目指し光貞に対抗するが、早くに綱誠を亡くし、認知症も進み、失意の中死去する。吉通・継友・宗春の祖父。
千代姫（ちよひめ）
演：中村メイコ
光友の正室で綱吉の異母姉でもある。気が強く夫を尻に敷いているため、綱吉も思わず光友をねぎらってしまう。甲高い声が特徴。
徳川綱誠（とくがわ つななり）
演：中山仁
光友の長男で第三代尾張藩主。美丈夫で綱教の将軍後継争いのライバルとして将来を期待されるが、草苺に食当たりし、志半ばで死去する。吉通・継友・宗春の父。
宣楊院（せんよういん）
演：八千草薫
綱誠の側室で宗春の生母。宗春とは正反対の性格の、慎み深い女性。
本寿院（ほんじゅいん）
演：五月みどり
綱誠の側室で吉通の生母。若い家臣と逢瀬を重ねる稀代の悪女。尾張藩の藩政にいちいち口を挟み、家臣達から疎まれる。
徳川吉通（とくがわ よしみち）
演：堤真一（少年期：高橋政洋）
第四代尾張藩主。綱誠の九男。聡明な藩主だったが、将軍継承騒動で翻弄された上、母・本寿院にも振り回され、深酒がたたり、突如吐血して変死する。側近たちには厄介者扱いされていた模様。
徳川五郎太（とくがわ ごろうた）
演：伊藤公紀
第五代尾張藩主。吉通の変死に伴い跡を継ぐが、夭折。
徳川継友（とくがわ つぐとも）
演：羽賀研二
第六代尾張藩主で綱誠の十一男。吉宗と将軍継嗣を争うが敗北。以後は逸る宗春を制しつつ、吉宗に従順な姿勢を見せる。病没する直前、宗春を養子に迎えた。
徳川宗勝（とくがわ むねかつ）
演：新藤栄作
宗春の従兄弟。宗春の蟄居謹慎をもって八代藩主に就任。
成瀬正親（なるせ まさちか）
演：武内亨
尾張藩附家老。
成瀬隼人正（なるせ はやとのかみ）
演：寺田農（青年期：藤真秀）
正親の子。宗春の忠実な附家老。吉宗に尾張藩乗っ取りの動きがあるのを知って懸命に奔走、ピンチを救う。
竹腰正武（たけのこし まさたけ）
演：誠直也（青年期：占野しげる）
隼人正とともに宗春の附家老として従順に振舞う。
星野織部（ほしの おりべ）
演：石橋保
早くから宗春に忠実に仕えてきた家臣。宗春を思う余り、竹腰、成瀬の附家老に口答えすることも。
石河章長（いしこ あきなが）
演：戸沢佑介
尾張藩家老。宗春の附家老竹腰正武、幕臣石河政朝の父。
水野彌次太夫（みずの やじだゆう）
演：嶋崎伸夫
尾張藩江戸城付。
松平義行（まつだいら よしゆき）
演：村松克巳
綱誠の弟。吉通の後見人。
奥田主馬（おくだ しゅめ）
演：妹尾洸
吉通の側近。本寿院の寵愛を受け取り立てられるが奥女中に刺され落命する。
春日野（かすがの）
演：吉川十和子（少女時代：伊牟田麻矢）
吉原の路上で花売り行商をしていた身よりのない少女。松平通春（後の徳川宗春）が拾い、馴染みの女郎屋に預けて吉原一の花魁に成長させた。源氏名「小式部」を名乗っていたが、宗春の諱をもらい「春日野」と改名。後、宗春に身請けされて側室に。

### 水戸徳川家
徳川光圀（とくがわ みつくに）
演：長門裕之
第二代水戸藩主。将軍にもずけずけと物を言う、江戸城きっての論客にして御意見番。その直言には綱吉も閉口してしまう。六代将軍に早くから綱豊（家宣）を推していた。
徳川綱條（とくがわ つなえだ）
演：山本圭
光圀の甥で、養子となって水戸家を継ぐ。吉宗の将軍擁立に協力。
徳川宗堯（とくがわ むねたか）
演：西村和彦
綱條の実父・松平頼重の孫で高松藩主・松平頼豊の長男。綱條の養子となって水戸家を継ぐ。老中・水野忠之の圧力に耐え切れず、江戸の藩邸で割腹自殺する。
徳川宗翰（とくがわ むねもと）
演：小栗旬（幼少期：長瀬優秀）
第五代水戸藩主。

### 江戸幕府

#### 幕閣
土屋政直（つちや まさなお）
演：名古屋章
綱吉〜吉宗時代初期の老中。紀州藩と昵懇で、吉宗の将軍就任をサポートする。
久世重之（くぜ しげゆき）
演：山本學
綱吉〜吉宗時代初期の老中。土屋政直と共に吉宗の将軍就任をサポート。吉宗が嫌っていた新井白石と親交を持つ気骨のある人柄。江戸城中で脳卒中により急死。
阿部正喬（あべ まさたか）
演：秋野太作
家宣〜吉宗時代初期の老中だったが、鷹狩りを止めるよう諫言したことで吉宗の不興を買い、失脚。その後も度々江戸城に登城し加納久通に老中再任を要求する、未練がましい性格。
水野忠之（みずの ただゆき）
演：石立鉄男
その明晰さをもって吉宗に迎えられた老中。しかし万事にやり方が苛烈なため諸臣と衝突することが多かった。後、宗堯死去の責任をとり辞任する。
安藤信友（あんどう のぶとも）
演：仲谷昇
西の丸付老中。大坂城代を務めていたことから上方の事情に詳しく、心中物の禁止に一役買った。その結果、商売の種を失った近松を嘆かせることに。
松平乗邑（まつだいら のりさと）
演：阿部寛
冷静沈着でかつ豪腕な、吉宗の幕政に数々の貢献を果たした老中。幕府の行く末を案じ、家重廃嫡・宗武擁立を試みる。しかし家重が9代将軍に決定した後、家重の権力を制限する朝廷への裏工作が露見し、失脚する。
松平信祝（まつだいら のぶとき）
演：西岡徳馬
豪胆な手腕が評価され水野忠之の後任に登用された老中。吉宗の幕政に大いに貢献する。
松平武元（まつだいら たけちか）
演：香川照之
頭脳明晰により、吉宗の引退後に吉宗により登用された老中。家治の教育係も任ぜられる。吉宗の最期を最も間近で見とった家臣となる。
井上正岑（いのうえ まさみね）
演：石濱朗
綱吉〜吉宗時代初期の老中。妻が松平頼純の娘（光貞の姪）だったことから、吉宗の藩主就任時の根回しを要請される。
松平輝貞（まつだいら てるさだ）
演：谷村昌彦
綱吉の側用人だが、綱吉時代は柳沢の陰に隠れ、家宣時代は間部・新井のコンビに追われて失脚。吉宗の時に間部・新井への当てつけのように復権するが、加納・有馬が活躍する中でやはり影は薄かった。後、老中へのご意見役となる。
戸田忠真（とだ ただざね）
演：矢野宣
家宣の代から仕えている老中。吉宗のやり方には否定的。年齢のせいかろれつが回らず、有馬につっこみをいれられている。
本多忠良（ほんだ ただなが）
演：仲恭司
家宣・家継時代の側用人。吉宗への代替わりに伴い解職されるが、後に西の丸老中として復帰。吉宗の命でお幸の方を京に帰そうとするが、家重の怒りを買って蟄居。見かねた松平乗邑によって本丸老中に引き抜かれる。後に、乗邑と共に宗武擁立派となる。
柳沢吉保（やなぎさわ よしやす）
演：榎木孝明
綱吉の側用人から大老格に出世して絶大な権力を振るった実力者。家宣の将軍就任により失脚。
大久保忠朝（おおくぼ ただとも）
演：久米明
綱吉時代の老中。鶴姫とともに、吉宗と綱吉を引き合わせるきっかけを作った人物。
阿部正武（あべ まさたけ）
演：久富惟晴
綱吉時代の老中で元禄期の幕政をリードした。正喬の父。
牧野成貞（まきの なりさだ）
演：可知靖之
綱吉の側用人として権勢を振うが、次第にその座を吉保に奪われる。
戸田忠昌（とだ ただまさ）
演：稲垣昭三
綱吉時代の老中。忠真の父。
秋元喬知（あきもと たかとも）
演：滝田裕介
綱吉〜家宣時代の老中。甲府藩主となった柳沢に代わり、川越藩主となる。
井伊直該（いい なおもり）
演：児玉謙次
大老。
間部詮房（まなべ あきふさ）
演：石坂浩二
能役者の出で家宣、家継の二代にわたり側用人として新井白石とともに幕政を主導する。吉宗の8代将軍に就任より失脚。
小笠原長重（おがさわら ながしげ）
演：坂口芳貞
綱吉・家宣時代の老中。詮房と衝突し眼病を口実に辞職する。
大久保忠増（おおくぼ ただます）
演： 小瀬格
大久保忠朝の子。綱吉・家宣時代の若年寄・老中。吉宗の紀州藩主就任の際に土屋政直とともに使者を務めた。
本多正永（ほんだ まさなが）
演： 真弓田一夫
綱吉・家宣時代の老中。
酒井忠音（さかい ただおと）
演： 高岡健二
吉宗時代の老中。小浜城主。
松平乗賢（まつだいら のりかた）
演：鶴田忍
西の丸（家重付）老中。家重将軍就任に伴い老中。
大久保常春（おおくぼ つねはる）/  酒井忠寄（さかい ただより）/
演： 池上尚吾（大久保）/ 刀坂悟（酒井）
吉宗時代の老中。
堀田正亮（ほった まさあき）/ 酒井忠恭（さかい ただずみ）/ 本多正珍（ほんだ まさよし）
演：板倉哲（堀田）/ 草川祐馬（酒井）/ 山田敦彦（本多）
家重が将軍になるに当たって吉宗によって苦心の末抜擢された老中たちだが、やったことと言えば吉宗生涯の念願だった上洛を取りやめさせたことぐらいで、常に家重のわがままに振り回され、最後には吉宗に泣きつく。酒井に至っては家重に諫言したあげく「将軍の威勢を示すため」に簡単に罷免されるという、無能に描かれていた。

#### 幕臣
大岡忠相（おおおか ただすけ）
演：滝田栄
江戸南町奉行。晩年は寺社奉行に出世した後、西大平藩1万石の藩主に就任し奏者番を兼ねる。本丸における能興行の後の饗膳に際し、大名が着座すべき溜間ではなく旗本の芙蓉の間に席が設けられていることに憤然と抗議し、周囲の冷ややかな視線の中、溜りの間で傲然と料理を口に運んだ。
室鳩巣（むろ きゅうそう）
演：橋爪功
加賀藩から抜擢された吉宗のお抱え儒学者。家重の筆頭教育係も任される。吉宗の痛いところも遠慮せず突く。御三卿の創設を吉宗に進言した。
荻原重秀（おぎわら しげひで）
演：中島久之
綱吉時代に勘定奉行として財政再建に励むが、新井白石との対立により失脚。
荻生徂徠（おぎゅう そらい）
演：津嘉山正種
綱吉と吉宗の幕政に数々の助言を与えた新進気鋭の儒学者。ただ、勉強嫌いの吉宗にとって徂徠の話は理解するのが難しかった。
林信篤（はやし のぶあつ）
演：鈴木瑞穂
長年に渡り幕府のお抱え儒学者として奉職。家宣・家継の治世では新井白石と対立し失脚していた。大学頭。吉宗の信頼も厚かった。
新井白石（あらい はくせき）
演：佐藤慶
家宣のお抱え儒学者として正徳の治をリードする論争の鬼。吉宗の将軍就任により失脚。不遇な余生を過ごすはめに。
吉良義央（きら よしひさ）
演：柳生博
紀州藩と遠縁に当たる高家旗本。浅野長矩に江戸城で傷つけられ、幕府に大論争を巻き起こす。
成島道筑（なるしま どうちく）
演：江幡高志
江戸城の表裏に通じる「物知り坊主」。医師ながら、有馬氏倫の下お庭番を束ね情報収集にも当たる。
大岡忠光（おおおか ただみつ）
演：天宮良
家重付の小姓。家重の幼少時よりその側で仕え、その我侭に耐え抜く苦労人。言語不明瞭な家重の言葉を唯一理解できる人物。そのため、吉宗に通訳する事もしばしば。
神尾春央（かみお はるひさ）
演：佐々木功
吉宗時代の後期に勘定奉行として活躍。
田沼専左衛門（たぬま せんざえもん）
演：志村東吾
旗本。意次の父。
田沼意次（たぬま おきつぐ）
演：小林健
家重付きの小姓として家重の日常生活を補佐する。後、加納久通の推挙により吉宗最晩年の御側御用取次となる。
滝川元長（たきがわ もとなが）
演：大和田伸也
旗本。
稲生次郎左衛門（いのう じろうざえもん）
演：石橋雅史
家継時代の目付、吉宗時代の勘定奉行、江戸北町奉行、大目付。江島事件・天一坊事件などを担当する。
伊奈半左衛門（いな はんざえもん）
演：小林勝也
関東郡代。天一坊事件などを担当、常楽院に赴き天一坊に尋問する。
石河政朝（いしこ まさとも）
演：平松慎吾
吉宗時代の目付、江戸北町奉行、大目付。
長沢資親（ながさわ すけちか）
演：久保晶
高家旗本。将軍代替わり奏上のため上洛するに当たり、家重の権力を制限せんと謀る松平乗邑の内意を伝えられる。
井上正之（いのうえ まさゆき）
演：石井愃一
寺社奉行。
仙石久尚（せんごく ひさなお）
演：阿部六郎
大目付。
松平定行（まつだいら さだゆき）
演：有川博
御小姓番頭。壱岐守。
武藤庄十郎（むとう しょうじゅうろう）
演：辻萬長
御家人。小普請組。名は安庸（やすつね）。役目を辞して隠居した上で上書を提出し、窮乏する旗本・御家人の救済を訴えた。

#### 柳沢家
定子（さだこ）
演：姿晴香
吉保の正室。夫の権力保持のため、彼を立て、多くのことに目をつぶる。
染子（そめこ）
演：芦川よしみ
吉保の側室。綱吉の寵愛めでたい絶世の美人。
正親町町子（おおぎまち まちこ）
演：西山知佐
右衛門佐の要請により本当なら綱吉の側室となるべくして京から連れてこられ、吉保の屋敷に滞在していた公家の姫。しかし、綱吉の興味を引かなかったためそのまま吉保の側室になる。綱豊（家宣）に献上した側室・お須免の方の推薦人。
柳沢吉里（やなぎさわ よしさと）
演：森田剛
吉保の子。

### 諸大名
前田綱紀（まえだ つなのり）
演：高松英郎
水戸光圀の甥で「名君」「ご意見番」として歴代将軍も一目を置く四代加賀藩主。竹姫を嫡子・吉徳の後妻にしようという吉宗の申し出を見事な弁舌で断った。
上杉綱憲（うえすぎ つなのり）
演：速水亮
米沢藩主。妻が吉宗の姉・栄姫だった縁で赤穂事件の際には紀州藩の支援を願い出るが、綱教の将軍継承に影響を出るのを嫌った松平頼純に断られてしまう。
浅野内匠頭（あさの たくみのかみ）
演：隆大介
赤穂藩主。松の廊下で吉良上野介に切りつけ、切腹となる。
松平重昌（まつだいら しげまさ）
演：前田賢
一橋宗尹の嫡男でありながら、家重の命により無理矢理に越前松平家に養子に出される。
浅野吉長（あさの よしなが）
演：矢島健一
広島藩主。
毛利師就（もうり もろなり）
演：千田悟
長府藩主。
柳生俊方（やぎゅう としかた）
演：勝光徳
柳生藩主。
土岐頼稔（とき よりとし）
演：内山森彦
沼田藩主。大坂城代から老中になる。
松平武雅（まつだいら たけまさ）
演：河田祐幸
館林藩主。家宣の弟・松平清武に子供がいなかったため、尾張藩支藩・高須藩より養子に迎えられた。これを吉宗は尾張藩が将軍職を狙ったものとして疑う。
松平頼貞（まつだいら よりさだ）
演：守田比呂也
守山藩主。
島津継豊（しまづ つぐとよ）
演：森永健司
薩摩藩主。竹姫の夫。
島津益之助（しまづ ますのすけ）
演：宮本大輝
薩摩藩世子。継豊の子。

### その他
巨勢由利（こせ よしとし）
演：中本賢
お紋の弟。十左衛門（じゅうざえもん）。吉宗の叔父。お紋を迎えに来た源六と豊島半之丞らに「巨勢家は平安の御代朝廷に仕えた衛士の末裔で、士分に取り立てられ三人扶持」と述べるも、お紋は「百姓に変わりはない」と言う。
タネ（たね）
演：山口みよ子
巨勢由利の妻。
お勢（おせい）
演：篠倉伸子
和歌山城の侍女。
隆光（りゅうこう）
演：磯部勉
桂昌院の寵愛を受け、絶大な権力を持った祈祷師。「生類憐みの令」を作った張本人の一人。
近衛基熙（このえ もとひろ）
演：菅原謙次
関白。天英院の父。娘の縁で度々江戸に下向。天英院の回想によると、吉宗の和歌を詠んであまりの下手さに公衆の面前で吹いたことがあるらしい。
紀伊国屋文左衛門（きのくにや ぶんざえもん）
演：小西博之
吉宗に吉原でおごった事もある大商人。綱吉の幕政におおっぴらに文句を言った。
竹本義太夫（たけもと ぎだゆう）
演：津村鷹志
浄瑠璃師。
生島新五郎（いくしま しんごろう）
演：堀内正美
月光院の望みにより大奥に入った歌舞伎役者。
石田梅岩（いしだ ばいがん）
演：岩下浩
思想家。
丹羽正伯（にわ しょうはく）
演：浅野和之
本草学者。
小川笙船（おがわ しょうせん）
演：河原崎長一郎
江戸の町医者。のちに小石川養生所医師に。
山下幸内（やました こうない）
演：北村和夫
浪人。目安箱に意見書を投書した。
天一坊（てんいちぼう）
演：京本政樹
吉宗が紀州で部屋住みの頃に山伏の娘およしに産ませた子と自称。吉宗本人は心当たりがあるようで迷う様子を見せるが、周囲から「（天一坊は）美男子」（伊奈半左衛門）、「顔立ちも何もかも余りにも違い過ぎる」（加納久通）等と言われ、後難を恐れ磔に処した。
常楽院（じょうらくいん）
演：大門正明
天一坊を擁する山伏。屋敷に天一坊を住まわせている。
新兵衛（しんべえ）
演：でんでん
出羽国長瀞村の農民。一揆を起こすも聞き入れられず、首謀者として磔にされる。
弥次郎（やじろう）/ 九助（きゅうすけ）
演：蔵野孝洋（弥次郎）/ ぜんじろう（九助）
出羽国長瀞村の農民。一揆に加わり、名主の利右衛門を襲撃。弥次郎役の蔵野が同時間帯の「ダウンタウンのごっつええ感じ」に出演しているにも拘らず出演してもらっていた。
利右衛門（りえもん）
演：河原崎次郎
出羽国長瀞村の名主。一揆勢に屋敷を襲われ、弥次郎・九助らから暴行を受ける。
長右衛門（ちょうえもん）
演：伊藤正博
出羽国長瀞村の地主。一揆勢に家の中を荒らされたと訴える。
作兵衛（さくべえ）
演：小池榮
江戸町名主。他の町名主とともに忠相から火除地を増やすと申し渡され困惑する。
樽屋藤左衛門（たるや とうざえもん）
演：藤田敏八
江戸町年寄。
伊豆甚（いずじん）/ 三井（みつい）
演：宮尾すすむ（伊豆甚）/ 北村総一朗（三井）
両替商。銀相場をつり上げるなという忠相の命に対し、言を左右にしこれに従わない。
千宗左（せん の そうさ）
演：喜多九州男
紀州藩茶道頭。吉宗に拝謁し茶碗に値をつける。
町人（女）
演：大島蓉子
旗本屋敷の門前で尺八を吹く虚無僧姿の近松（幽霊）の前に両替所の手代という男らと乳飲み子連れで現れる。借金を踏み倒した旗本沼田平左衛門を懲らしめると称し、鉦を叩いて騒ぐ。しかしその屋敷に着いた駕籠の主は氏倫であった。

### 進行役
近松門左衛門（ちかまつ もんざえもん）
演：江守徹
浄瑠璃作家にして本作の語り役。語り役になったきっかけは、自らの作品が幕府から規制されだしたため、「将軍家のお家事情をつまびらかにし、頭の堅い役人に一泡吹かせる」という憂さ晴らしだという設定。吉宗の幕政改革を外来語も交えて分かりやすく解説すると共に、時にはその手腕を批判することも。吉宗在世中の享保9年（1724年）に死去するが、「狂言回し（のそれがし）が死んでは大河ドラマも終わりでござる!」と主張し、そのため死後は幽霊としてあちこちに神出鬼没し、物語を盛り上げた。
近松家の小女
（近松家の小女→お梶）
演：遠野凪子
近松のアシスタントとしてフリップを示したり、小道具を運んだりした。四十七回「大御所」で近松の口から、”お梶”という自分の娘であると語られた。なお、史実では近松に娘はいない。

## スタッフ
- 作：ジェームス三木
- 音楽：池辺晋一郎
- 語り：江守徹（近松門左衛門役と兼任）
- テーマ音楽演奏：NHK交響楽団
- テーマ音楽指揮：高関健
- 演奏：東京コンサーツ
- オンド・マルトノ演奏：原田節
- 時代考証：大石慎三郎、安藤精一、三尾功、林董一
- 建築考証：平井聖
- 風俗考証：原島陽一
- 衣装考証：小泉清子
- 能楽指導：喜多六平太
- 所作指導：猿若清三郎
- 殺陣・武術指導：林邦史朗
- 茶道指導：鈴木宗卓
- 邦楽指導：本條秀太郎
- 題字：仲代達矢
- タイトル映像：島正博
- CG制作：坂美佐子
- 撮影協力：和歌山県和歌山市、山梨県小淵沢町（現・北杜市）
- 資料提供：国立歴史民俗博物館、名古屋市立博物館、徳川美術館
- 協力：猿若清三郎 社中、米川裕枝 社中、望月喜美 社中、喜多六平太 社中、本條秀太郎 社中、東京楽所
- 浄瑠璃：竹本織太夫
- 三味線：鶴澤清治
- 人形遣い：吉田簑太郎、吉田玉女
- 笛：藤田大五郎
- 小鼓：鵜沢寿
- 太鼓：金春惣右衛門
- 大鼓：柿原崇志
- 地唄：栗谷菊生
- 琴：朝比奈敏文、朝武親百美
- 制作統括：高沢裕之
- 美術：小林喬、青木聖和、清水猛
- 技術：渡辺秀男、佐藤博
- 音響効果：山本浩、田中正男、石川恭男
- 記録・編集：徳島小夜子、小林明子
- 撮影：佐藤彰、永野勇、後藤晋哉、溜昭浩
- 照明：佐野鉄男、竹内信博
- 音声：坂本好和、太田進溌、大塚茂夫、山中義弘、渡部義孝、奈良孝弘
- 映像技術：横瀬公男、芹沢瑛紀、小山雅典、末永隆雄
- 美術進行：金田有司、近藤智司、松谷尚文、小林大介
- 演出：大原誠、清水一彦、内藤愼介、尾崎充信、伊勢田雅也、木村隆文、大橋守

## 受賞歴
- 第7回ザテレビジョンドラマアカデミー賞[4]
  - タイトルバック賞（尾崎充信）

## 放送
特記が無い限りNHKクロニクルのNHK番組表ヒストリーで確認。

### 通常放送時間
- NHK総合テレビジョン：毎週日曜 20時 - 20時45分
- NHK衛星第2テレビジョン：毎週日曜 21時 - 21時45分（第13回まで）、21時45分-22時29分（第14回から）[5]
- （再放送）NHK総合テレビジョン：毎週土曜 13時05分 - 13時50分[5]

### 放送日程
- 第1回は40分繰り上げかつ40分延長。
- 第6回はNHKニュースを15分延長したため15分繰り下げ。
- 第14回は20時14分から統一地方選挙開票速報を放送するため15分繰り上げ。
- 7月23日は第17回参議院議員通常選挙開票速報のため休止。ナレーションの江守徹が次回放送休止をする際に選挙で投票に行くよう呼びかけた。番組最終回では大滝秀治と放送時点の現状を語る際に選挙の投票率が伸びていない事を嘆いていた。
- 最終回は14分拡大。
- 平均視聴率 26.4%（視聴率は関東地区・ビデオリサーチ社調べ）[2]

| 放送回 | 放送日   | タイトル       | 演出       | 視聴率 |
| ------ | -------- | -------------- | ---------- | ------ |
| 第1回  | 1月8日   | 母の肖像       | 大原誠     | 22.1%  |
| 第2回  | 1月15日  | お犬さま       | 大原誠     | 24.6%  |
| 第3回  | 1月22日  | 将軍の娘       | 清水一彦   | 27.8%  |
| 第4回  | 1月29日  | 殿様の子       | 清水一彦   | 29.4%  |
| 第5回  | 2月5日   | 江戸の迷子     | 尾崎充信   | 27.4%  |
| 第6回  | 2月12日  | 親の七光り     | 尾崎充信   | 29.1%  |
| 第7回  | 2月19日  | 草いちご       | 大原誠     | 27.5%  |
| 第8回  | 2月26日  | 綱引き         | 清水一彦   | 26.3%  |
| 第9回  | 3月5日   | 刃傷松の廊下   | 尾崎充信   | 27.7%  |
| 第10回 | 3月12日  | 恋ごころ       | 大原誠     | 28.2%  |
| 第11回 | 3月19日  | 赤穂浪士       | 清水一彦   | 28.6%  |
| 第12回 | 3月26日  | 鶴姫の死       | 尾崎充信   | 27.8%  |
| 第13回 | 4月2日   | 紀州の悲劇     | 大原誠     | 22.7%  |
| 第14回 | 4月9日   | 出世街道       | 大原誠     | 24.5%  |
| 第15回 | 4月16日  | 花嫁教育       | 清水一彦   | 23.2%  |
| 第16回 | 4月23日  | はだか大名     | 清水一彦   | 23.8%  |
| 第17回 | 4月30日  | 綱吉の薨去     | 尾崎充信   | 25.6%  |
| 第18回 | 5月7日   | 報復人事       | 尾崎充信   | 26.8%  |
| 第19回 | 5月14日  | 名君づくり     | 内藤愼介   | 29.6%  |
| 第20回 | 5月21日  | 論争の鬼       | 清水一彦   | 27.4%  |
| 第21回 | 5月28日  | 将軍は四才     | 尾崎充信   | 28.9%  |
| 第22回 | 6月4日   | 裏工作         | 内藤愼介   | 26.7%  |
| 第23回 | 6月11日  | 江島生島       | 清水一彦   | 26.4%  |
| 第24回 | 6月18日  | へその曲げ方   | 尾崎充信   | 27.8%  |
| 第25回 | 6月25日  | 男の花道       | 清水一彦   | 27.2%  |
| 第26回 | 7月2日   | 美女お断り     | 尾崎充信   | 31.4%  |
| 第27回 | 7月9日   | 中間管理職     | 伊勢田雅也 | 27.5%  |
| 第28回 | 7月16日  | 大奥の首座     | 清水一彦   | 27.8%  |
| 第29回 | 7月30日  | 勧農抑商       | 尾崎充信   | 22.7%  |
| 第30回 | 8月6日   | いろは四十七組 | 伊勢田雅也 | 24.5%  |
| 第31回 | 8月13日  | 目安箱         | 清水一彦   | 18.5%  |
| 第32回 | 8月20日  | 心中禁止令     | 尾崎充信   | 23.9%  |
| 第33回 | 8月27日  | 法の矛盾       | 木村隆文   | 23.6%  |
| 第34回 | 9月3日   | 近松昇天       | 清水一彦   | 23.5%  |
| 第35回 | 9月10日  | 父の背中       | 尾崎充信   | 26.3%  |
| 第36回 | 9月17日  | 女難の相       | 木村隆文   | 28.3%  |
| 第37回 | 9月24日  | 天一坊始末     | 清水一彦   | 27.6%  |
| 第38回 | 10月1日  | 風雲児宗春     | 大原誠     | 25.3%  |
| 第39回 | 10月8日  | 自由にて候     | 大原誠     | 23.6%  |
| 第40回 | 10月15日 | 都鳥あわれ     | 清水一彦   | 28.1%  |
| 第41回 | 10月22日 | 八木将軍       | 清水一彦   | 21.4%  |
| 第42回 | 10月29日 | 後継者         | 大橋守     | 30.1%  |
| 第43回 | 11月5日  | 君主の条件     | 大原誠     | 24.8%  |
| 第44回 | 11月12日 | 三兄弟         | 清水一彦   | 27.2%  |
| 第45回 | 11月19日 | みかんの木     | 大橋守     | 27.0%  |
| 第46回 | 11月26日 | 決断           | 大原誠     | 29.0%  |
| 第47回 | 12月3日  | 大御所         | 尾崎充信   | 29.5%  |
| 最終回 | 12月10日 | 祭ばやし       | 清水一彦   | 31.1%  |

### 総集編
- 第一部「紀州の殿様」12月28日 20時15分 - 21時:59分
- 第二部「将軍の座」12月29日 20時 - 21時44分
- 第三部「祭ばやし」12月30日 20時 - 21時42分

## 関連商品

### ノベライズ
- 『八代将軍吉宗』上・中・下（ジェームス三木・著、NHK出版、1994年 - 1995年） ISBN 978-4140850046, 978-4140052013, 978-4140052020

### ソフトウェア
VHSビデオ・DVDで総集編のみ発売されていたが、2023年7月14日に完全版DVD-BOX第壱集・第弐集が発売された。

### 日本酒
1995年にNHKソフトウェアの依頼により、和歌山県の酒蔵会社である天長島村酒造によって「八代将軍 吉宗」が発売された。ラベルにはNHK大河ドラマ八代将軍吉宗での題字がそのまま用いられた。